# Rügen (Schiff, 1914)
Die Rügen war ein deutsches Passagierdampfschiff. Nach dem Zweiten Weltkrieg fuhr sie als Ivan Susanin unter sowjetischer Flagge.

## Geschichte
Die auf den Stettiner Oderwerken mit der Werftnummern 644 gebaute Rügen wurde am 20. Mai 1914 bei der Stettiner Dampfschiffs-Gesellschaft J. F. Braeunlich in Dienst gestellt. Sie wurde im Liniendienst zwischen Stettin und Swinemünde sowie zu den an der Ostküste Rügens gelegenen Seebädern eingesetzt. Es fanden jedoch nur wenige Fahrten statt, bevor die Kaiserliche Marine das Dampfschiff am 21. November 1914 erfasste und als Hilfs-Minenschiff in Dienst stellte. Nach dem Ersten Weltkrieg erhielt die Reederei ihr Schiff zunächst zurück, musste es aber am 14. März 1919 an Großbritannien abliefern. Das Schiff blieb in Stettin und die Reederei konnte es am 17. April 1919 vom Shipping Controller, London, zurückkaufen. Die Stettin-Rigaer Dampfschiffs-Gesellschaft (R. C. Gribel) übernahm 1921 die Rügen und ließ Umbauarbeiten durchführen. Vor allem in den Sommermonaten wurde sie im Passagierdienst zwischen Stettin und Helsingfors sowie den Baltischen Staaten eingesetzt.
Im und bis nach dem Zweiten Weltkrieg diente das Schiff vom 25. September 1939 bis zum 30. September 1945 als Lazarettschiff mit etwa 240 Betten der Station Nord (ab 1942 der Station Ost) der deutschen Kriegsmarine.
Die Rügen wurde am 11. März 1946 als Reparationsleistung an die Sowjetunion abgeliefert. Umbenannt in Ivan Susanin wurde sie von Juni bis Dezember 1946 auf der Schiffsreparaturwerft Wismar zum Motorschiff umgebaut. Ende des Jahres lief sie in Richtung Schwarzes Meer aus, wo sie bis zur Streichung aus dem Lloyd’s Register of Shipping um 1960 als Schulschiff diente.

## Technik
Zwei Dreifachexpansionsdampfmaschinen mit zusammen 3.100 PS Leistung trieben zwei Propeller an. Das Schiff erreichte damit eine Geschwindigkeit von 15 kn. Als einziger Dampfer mit Heimathafen Stettin hatte die Rügen zwei Schornsteine. Die Besatzung bestand aus 45 Mann. Es konnten bis zu 2.500 Passagiere aufgenommen werden.